# Oreasteridae
Famille
Les Oreasteridae sont une famille d'étoiles de mer tropicales massives, de l'ordre des Valvatida.

## Description et caractéristiques
Cette famille est divisée en 19 genres, mais seulement 60 espèces, de nombreux genres étant monospécifiques : les deux tiers (36) des espèces sont regroupés dans les seuls genres Anthenea et Pentaceraster (le premier essentiellement limité à l'Australie).
Elle regroupe des espèces d'étoiles de mer régulières et robustes pourvues d'un disque central massif, rigide et bombé, entouré de 5 bras courts (parfois presque imperceptibles) et épais, et souvent vivement colorées. Les aires porifères (respiratoires) sont généralement larges, et souvent visibles. La face orale est plate, et marquée par 5 sillons ambulacraires bien visibles, d'où sortent des podia charnus. La plupart des espèces peuvent atteindre une taille importante, et sont souvent équipées d'épais tubercules prenant plus ou moins la forme de piquants coniques (notamment sur les 5 premières plaques radiales). Le squelette aboral est constitué d'un réseau de plaques primaires et secondaires laissant de larges zones porifères. Les plaques marginales sont bien développées mais pas toujours bien visibles en vue aborale, et souvent complètement dissimulées dans l'épais épiderme (chez les Choriaster cet épiderme est lisse et homogène sur tout le corps). L'épiderme est épais et doux ou granuleux au toucher.
Au niveau squelettique, les plaques adambulacraires sont hautes, avec des surfaces articulaires proéminentes, garnies d'ossicules solides et fermement soudées formant un profil en diamant. Les épais podia sont équipés de spicules. 
Parmi les genres, on remarque notamment : 
- La seule espèce de Choriaster est très boudinée, avec cinq bras en saucisse à bout rond presque aplati, et une surface lisse en apparence (hormis les papules respiratoires) mais granuleuse au toucher.
- Les trois espèces de Culcita sont aisément reconnaissables, à leur forme de gros coussin rebondi et grossièrement pentagonal (parfois presque rond), presque sans bras délimités.
- La seule espèce d'Halityle ressemble beaucoup aux Culcita, mais avec des bras légèrement plus marqués, un motif géométrique sur la face aborale, et des plaques quadrangulaires sur la face orale réparties de manière très régulière, avec notamment 5x4 plaques bleues autour de la bouche[4].
- Les nombreuses espèces du genre Pentaceraster sont en forme d'étoile régulière avec des bras grossièrement pointus. Leur épiderme est densément couvert de gros tubercules coniques sur la face aborale et sur la marge périphérique (contrairement aux Protoreaster)[5].
- Les deux Pentaster sont très boudinées (un peu comme Choriaster granulatus), avec une surface dépourvue de piquants ou de gros tubercules, mais constellée de tout petits tubercules, et des bras légèrement pointus plutôt qu'aplatis[5].
- La seule espèce de Poraster a de longs bras effilés décorés chacun d'une ligne de tubercules clairs très visibles, se rejoignant au centre, alors qu'une autre rangée de tubercules délimite la périphérie de tout l'animal[5].
- Les trois espèces de Protoreaster sont en forme d'étoile régulière avec des bras relativement courts et subconiques, proches des Pentaceraster. Leur épiderme et couvert de gros tubercules coniques clairsemés sur la face aborale (notamment au centre du disque central), mais il n'y en a pas sur la marge périphérique entre les bras de l'animal, contrairement à leurs cousines[5].

La distinction entre espèces proches demeure cependant difficile dans certaines régions tropicales très riche en biodiversité (Indonésie, Philippines...), mais il existe souvent des clefs d'identification efficace dépendant du site.
La plupart de ces espèces très visibles vivent en eaux tropicales peu profondes, souvent à proximité des lieux de baignade : elles sont donc fréquemment croisées par les baigneurs et plongeurs, et sont devenues un des symboles des plages tropicales de l'Indo-Pacifique. Mais ce succès leur coûte : elles sont souvent récoltées et séchée pour des raisons décoratives ou commerciales, ce qui a entraîné localement un effondrement de leurs populations ces dernières années.

## Liste des genres

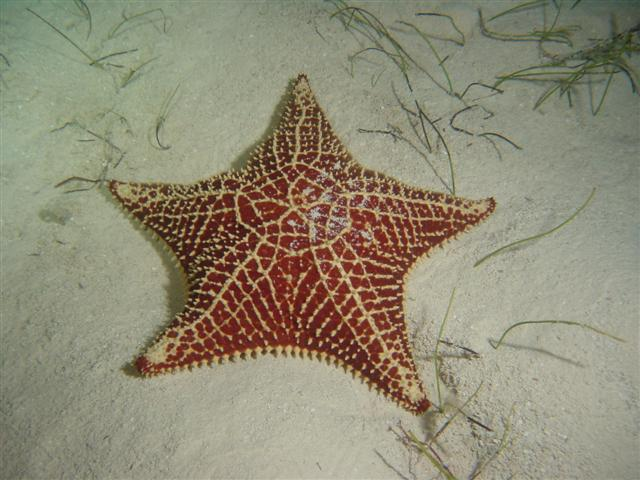
Le genre-type de cette famille est Oreaster (ici Oreaster reticulatus), qui est aussi le seul genre de la famille à habiter l'océan Atlantique, toutes les autres espèces étant Indo-Pacifiques.

| Selon World Register of Marine Species (11 févr. 2011) : ... - genre Acheronaster H.E.S. Clark, 1982 -- 1 espèce - genre Anthaster Döderlein, 1915 -- 1 espèce - genre Anthenea Gray, 1840 -- 22 espèces - genre Astrosarkus Mah, 2003 -- 1 espèce - genre Bothriaster Döderlein, 1916 -- 1 espèce - genre Choriaster Lutken, 1869 -- 1 espèce - genre Culcita Agassiz, 1836 -- 3 espèces - genre Gymnanthenea H.L. Clark, 1938 -- 3 espèces - genre Halityle Fisher, 1913 -- 1 espèce - genre Monachaster Döderlein, 1916 -- 1 espèce - genre Nectriaster H.L. Clark, 1946 -- 1 espèce - genre Nidorellia Gray, 1840 -- 1 espèce - genre Oreaster Müller & Troschel, 1842 -- 2 espèces - genre Pentaceraster Döderlein, 1916 -- 14 espèces - genre Pentaster Döderlein, 1935 -- 2 espèces - genre Poraster Döderlein, 1916 -- 1 espèce - genre Protoreaster Döderlein, 1916 -- 3 espèces - genre Pseudanthenea Döderlein, 1915 -- 1 espèce - genre Pseudoreaster Verrill, 1899 -- 1 espèce | Selon ITIS (11 févr. 2011) : - genre Oreaster (Müller & Troschel, 1842) - genre Pentaceraster (Döderlein, 1916) |

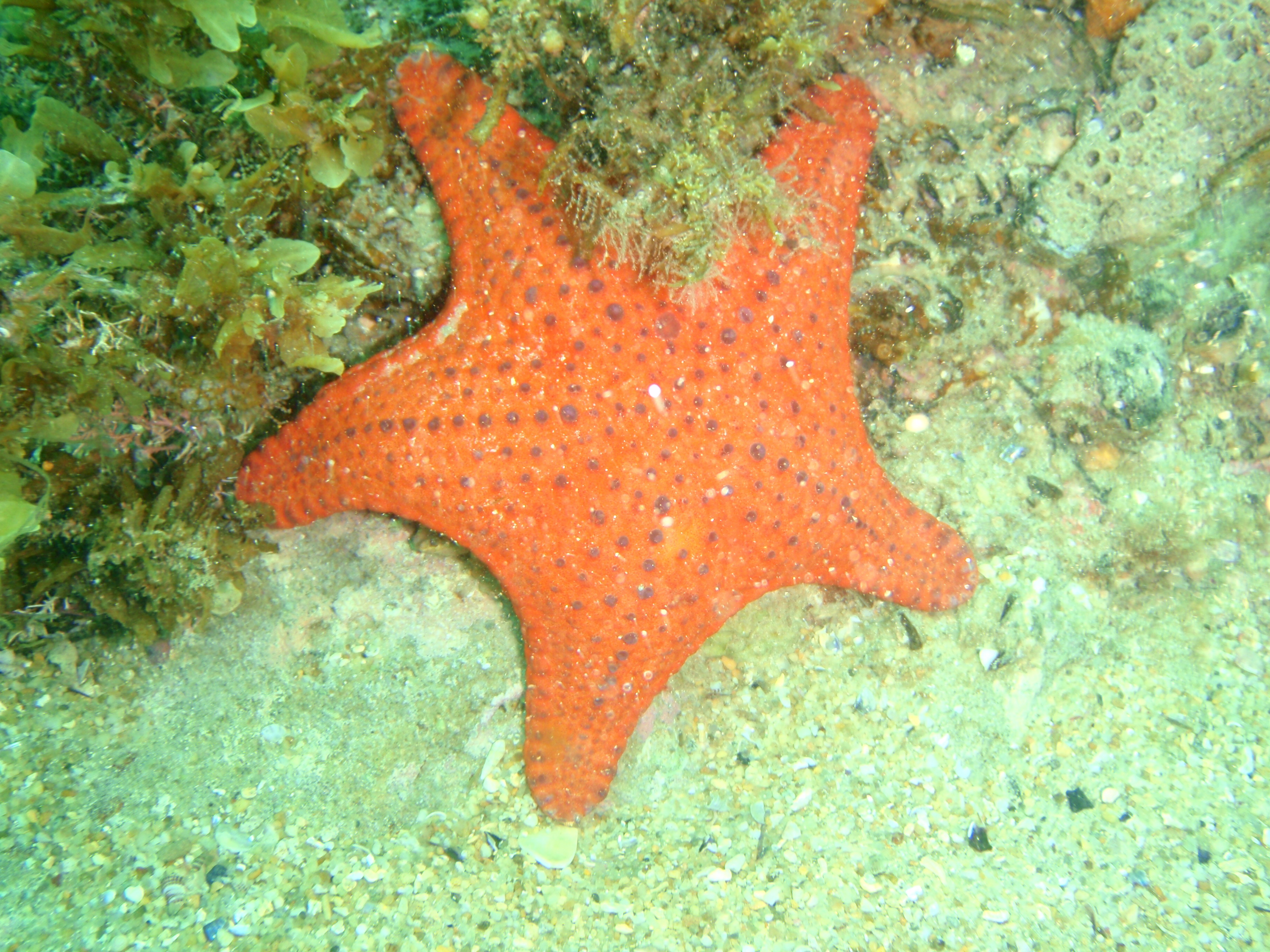
Anthaster valvulatus
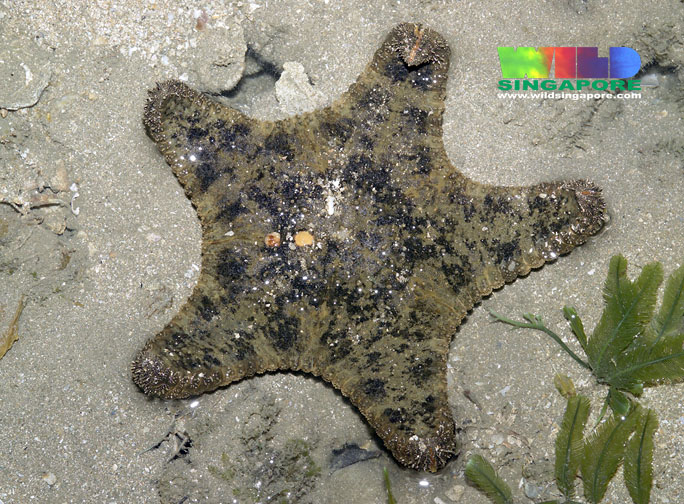
Anthenea aspera
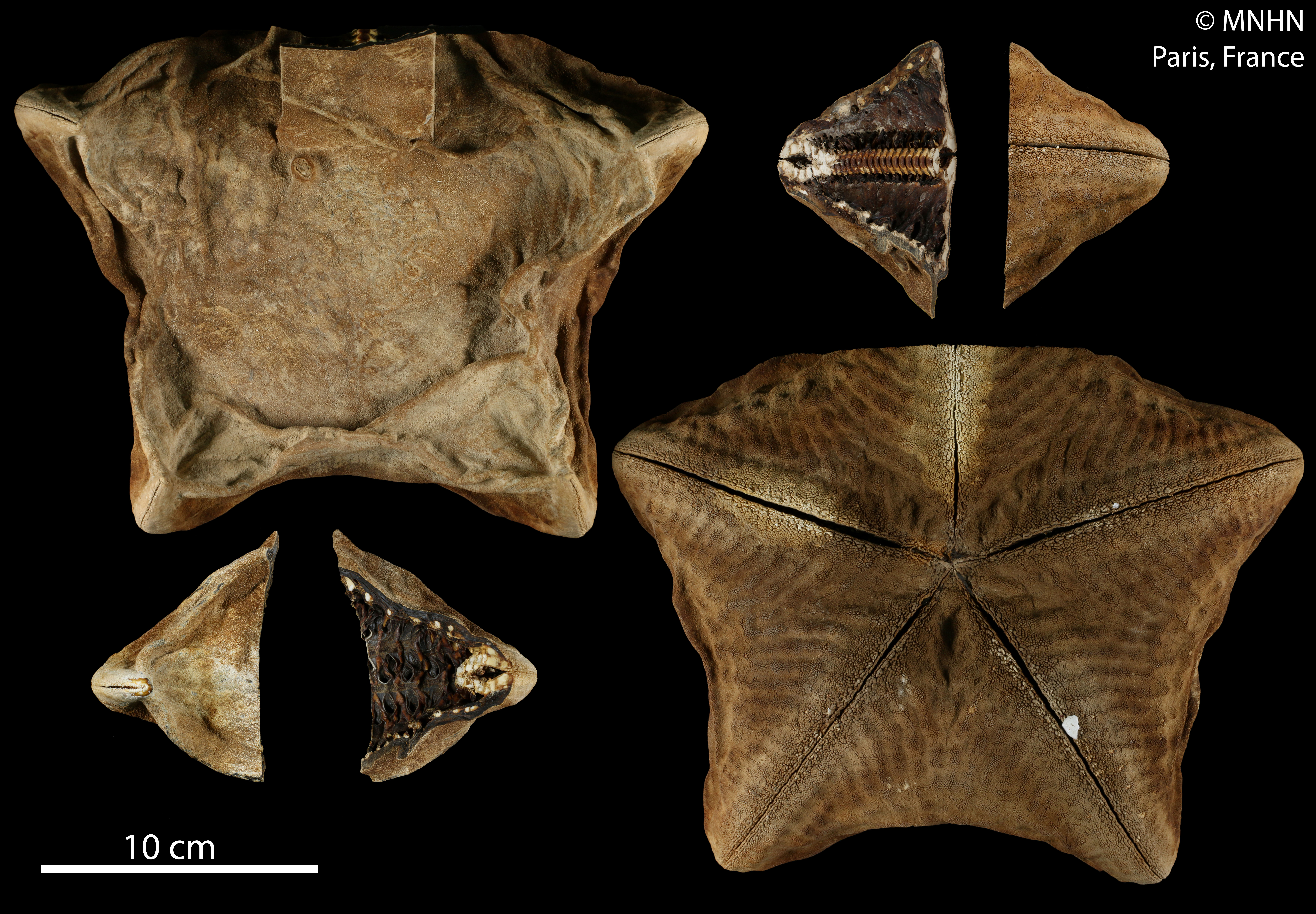
Astrosarkus idipi (séché, MNHN)
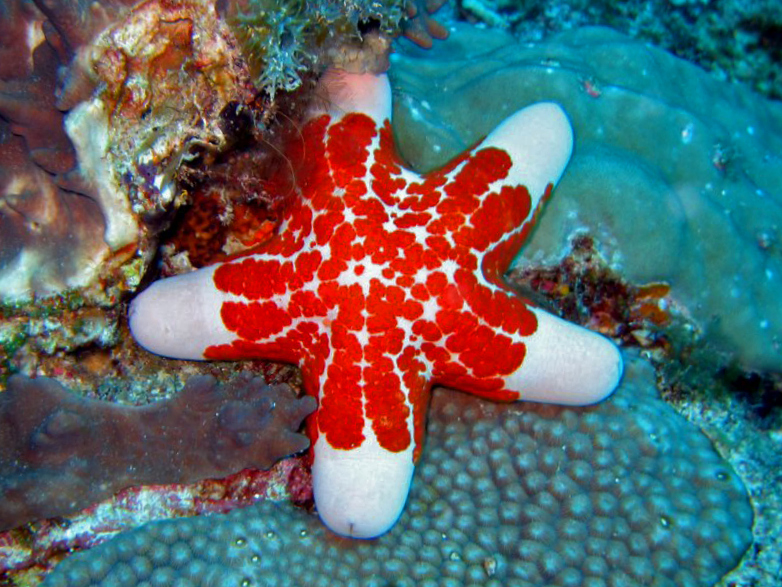
Choriaster granulatus
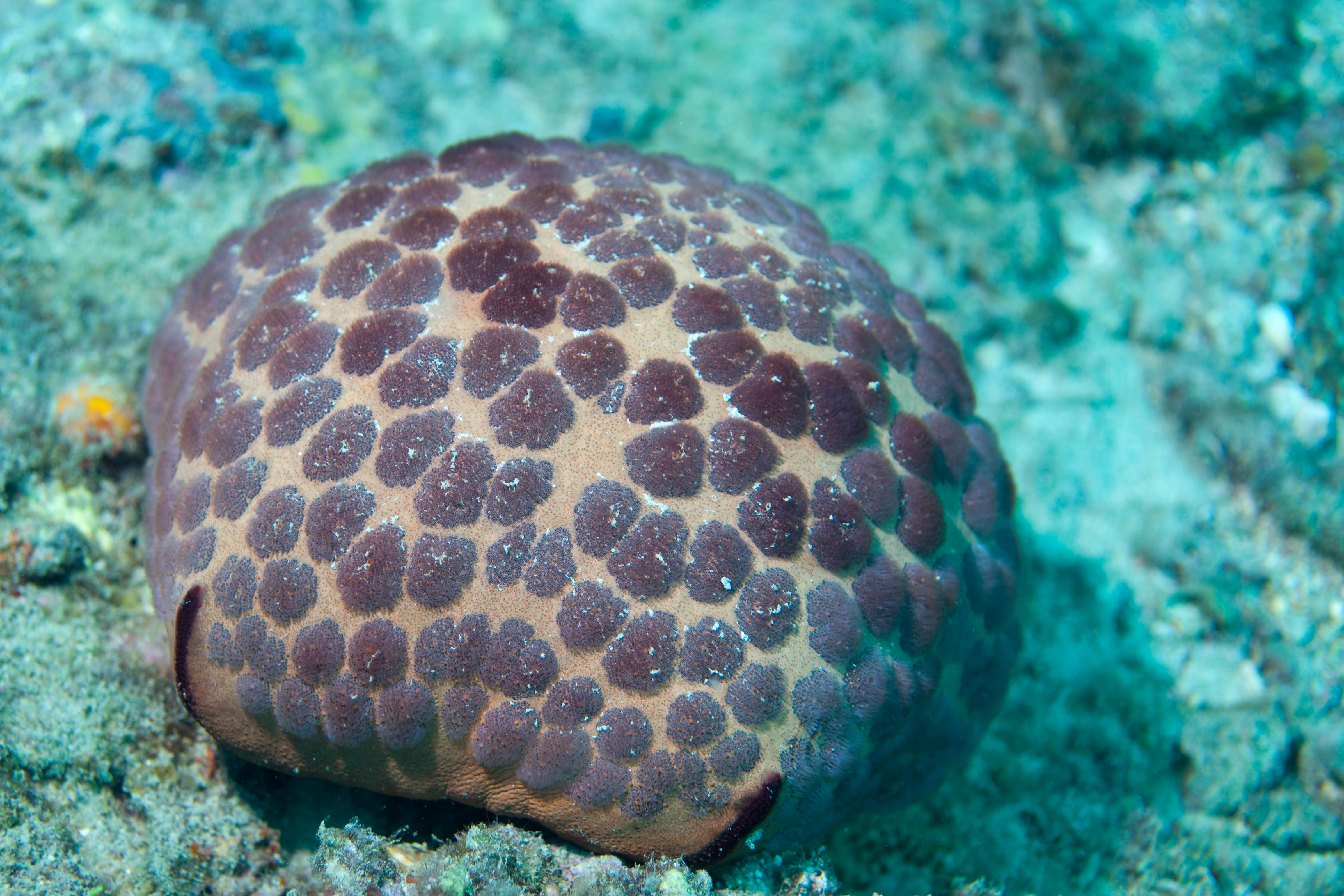
Culcita novaeguineae
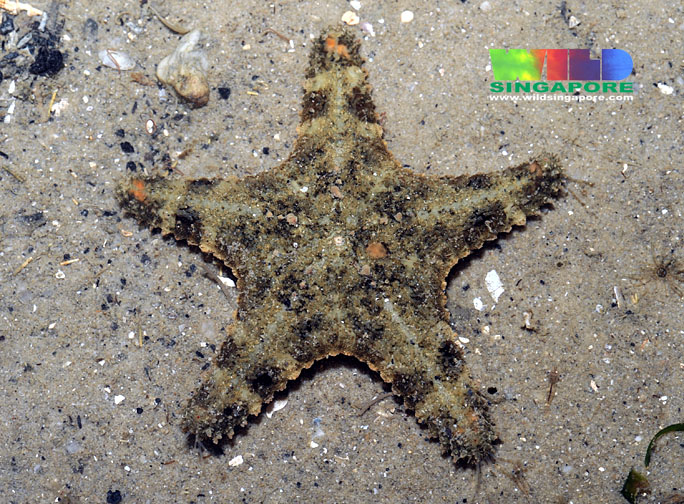
Gymnanthenea laevis
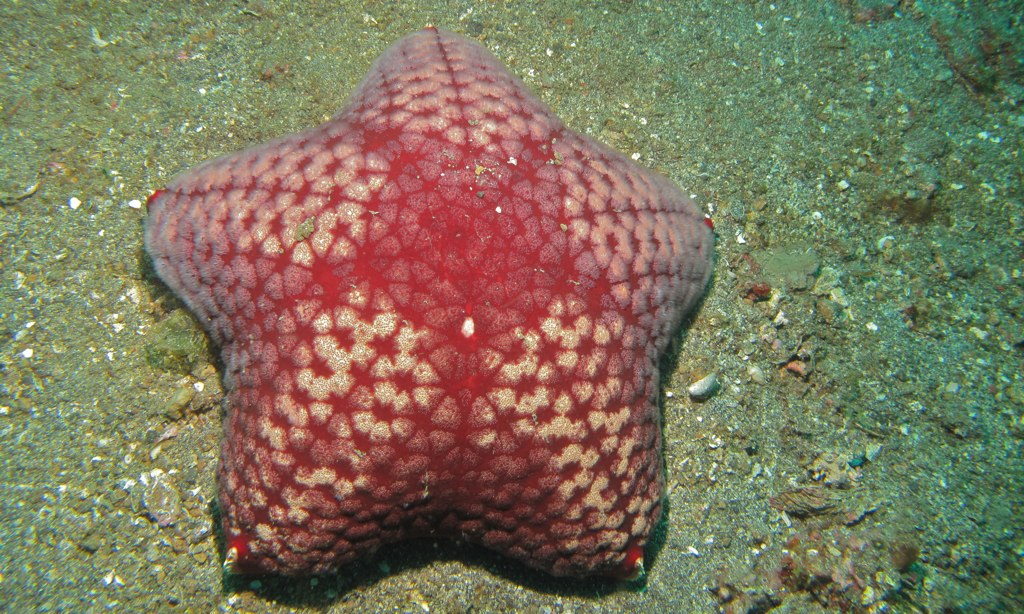
Halityle regularis
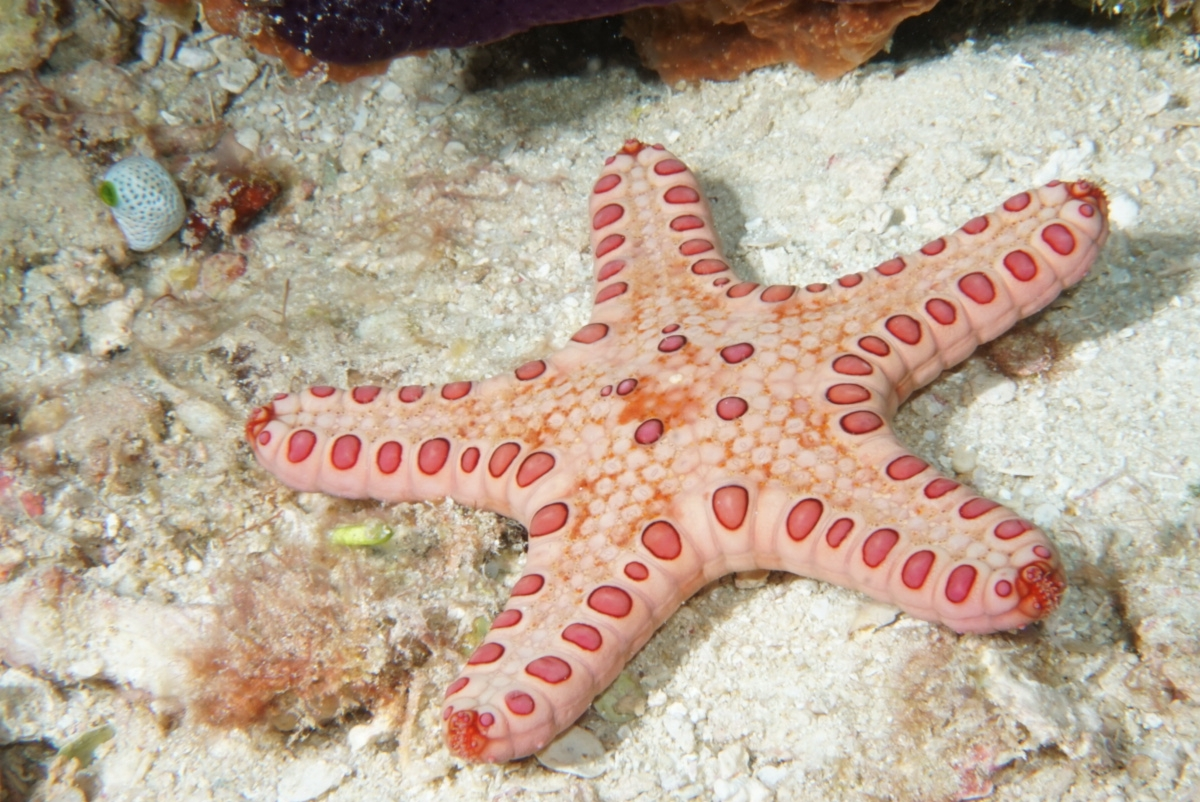
Monachaster sanderi
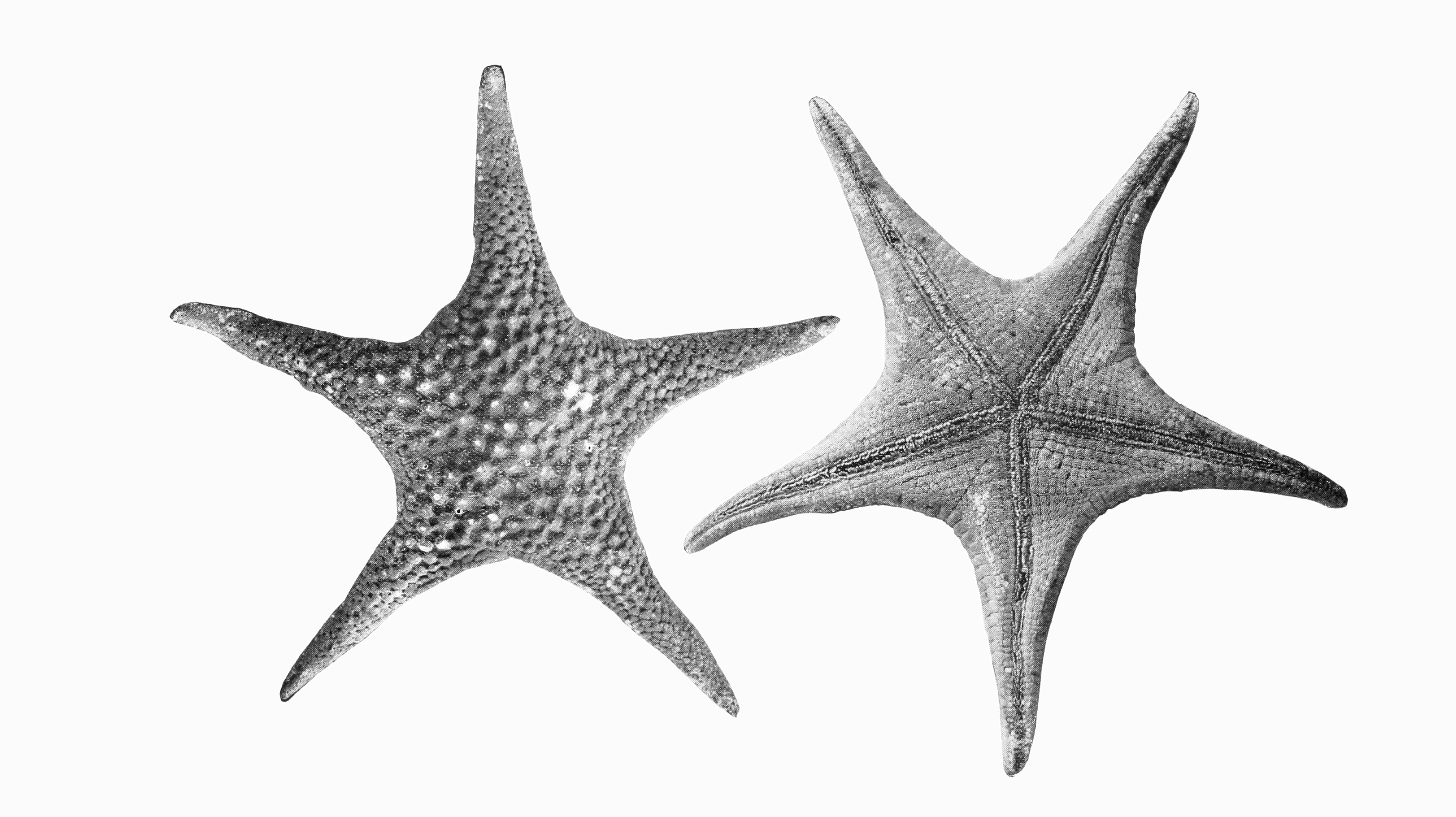
Nectriaster monacanthus
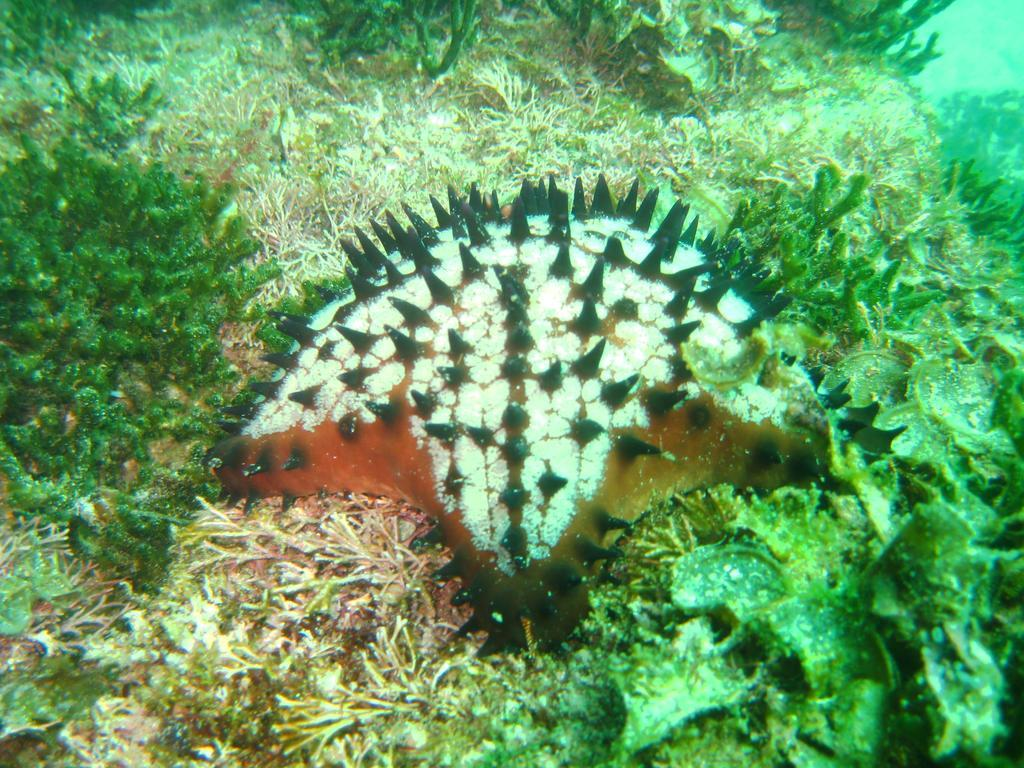
Nidorellia armata
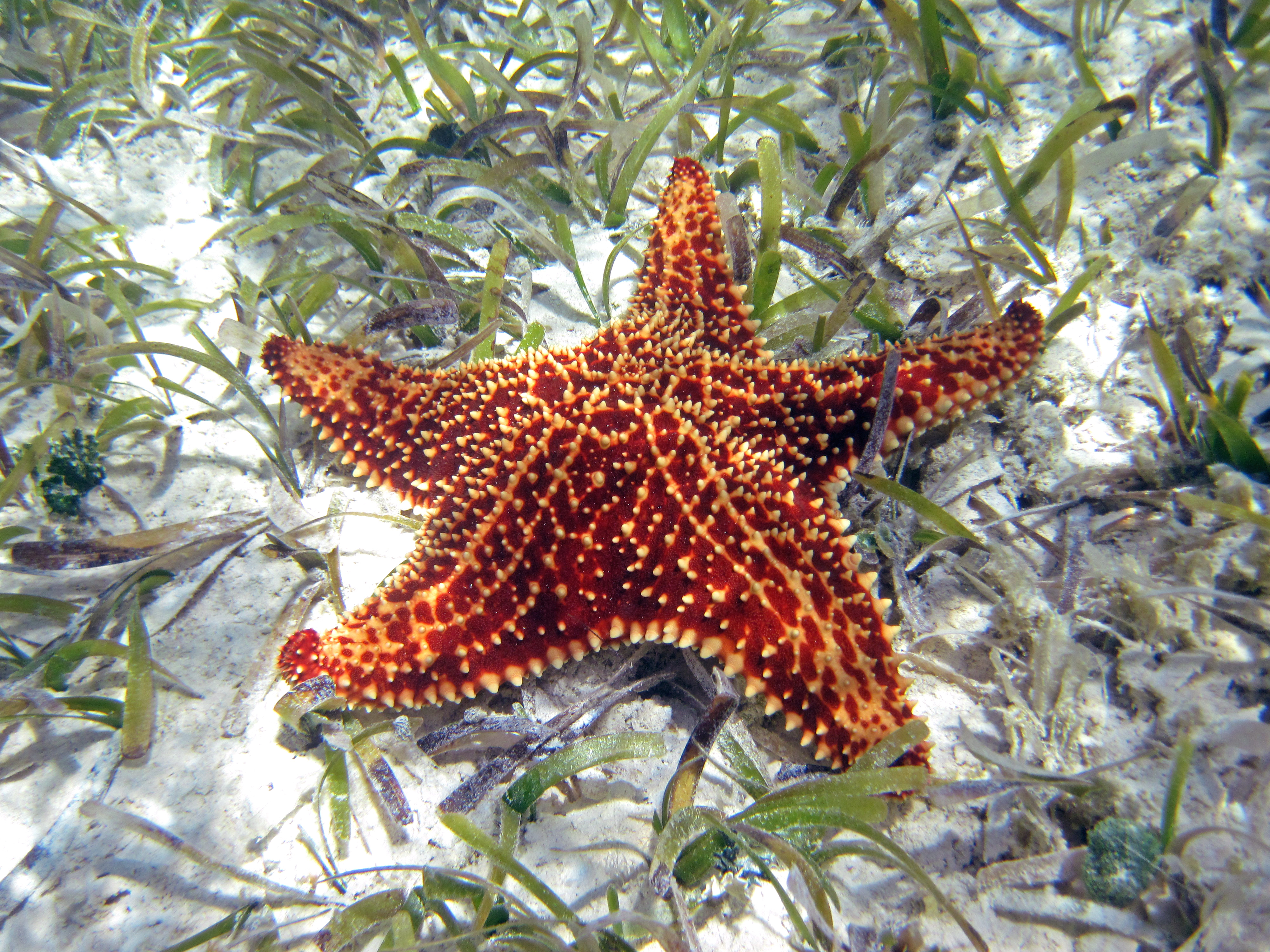
Oreaster reticulatus
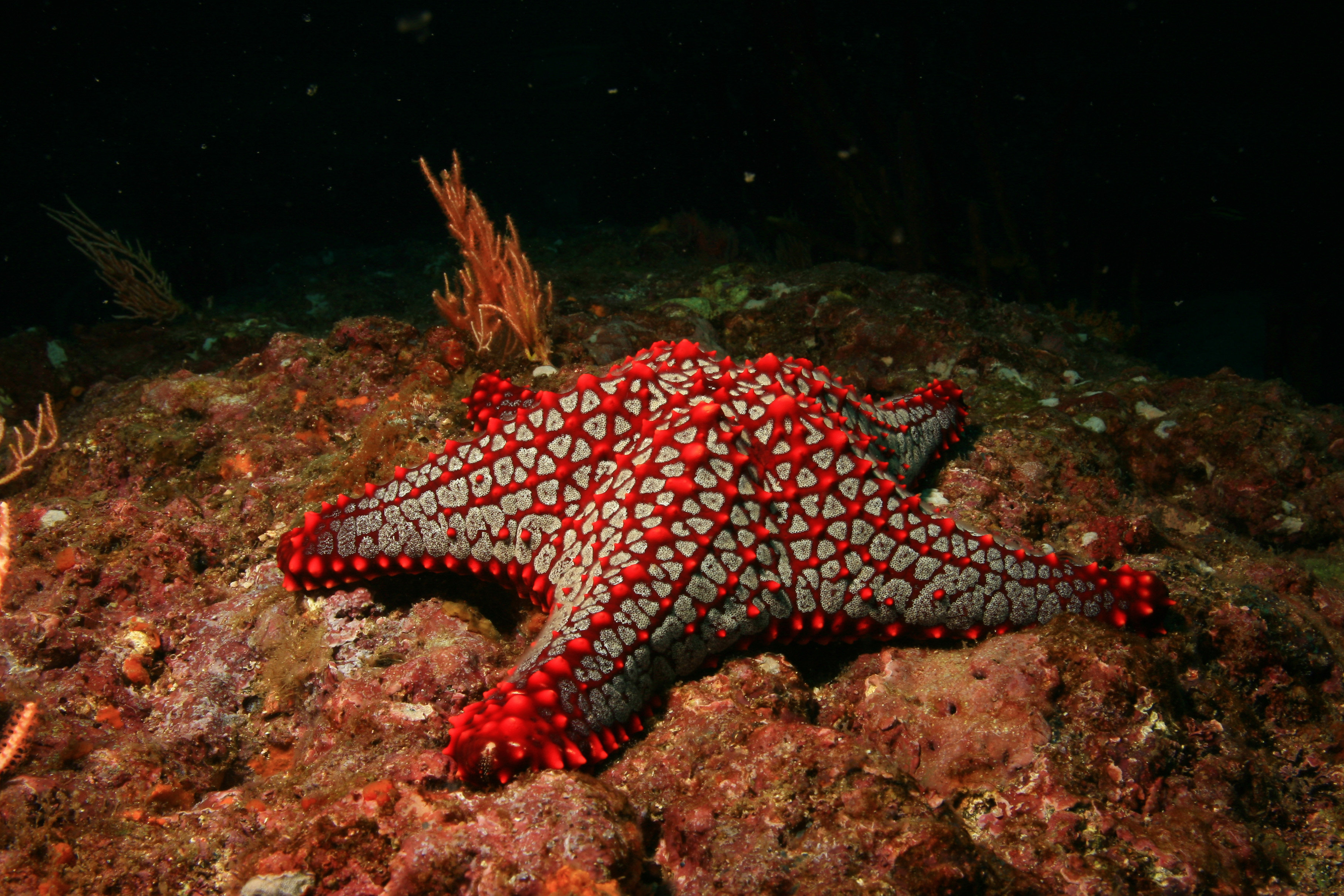
Pentaceraster cumingi
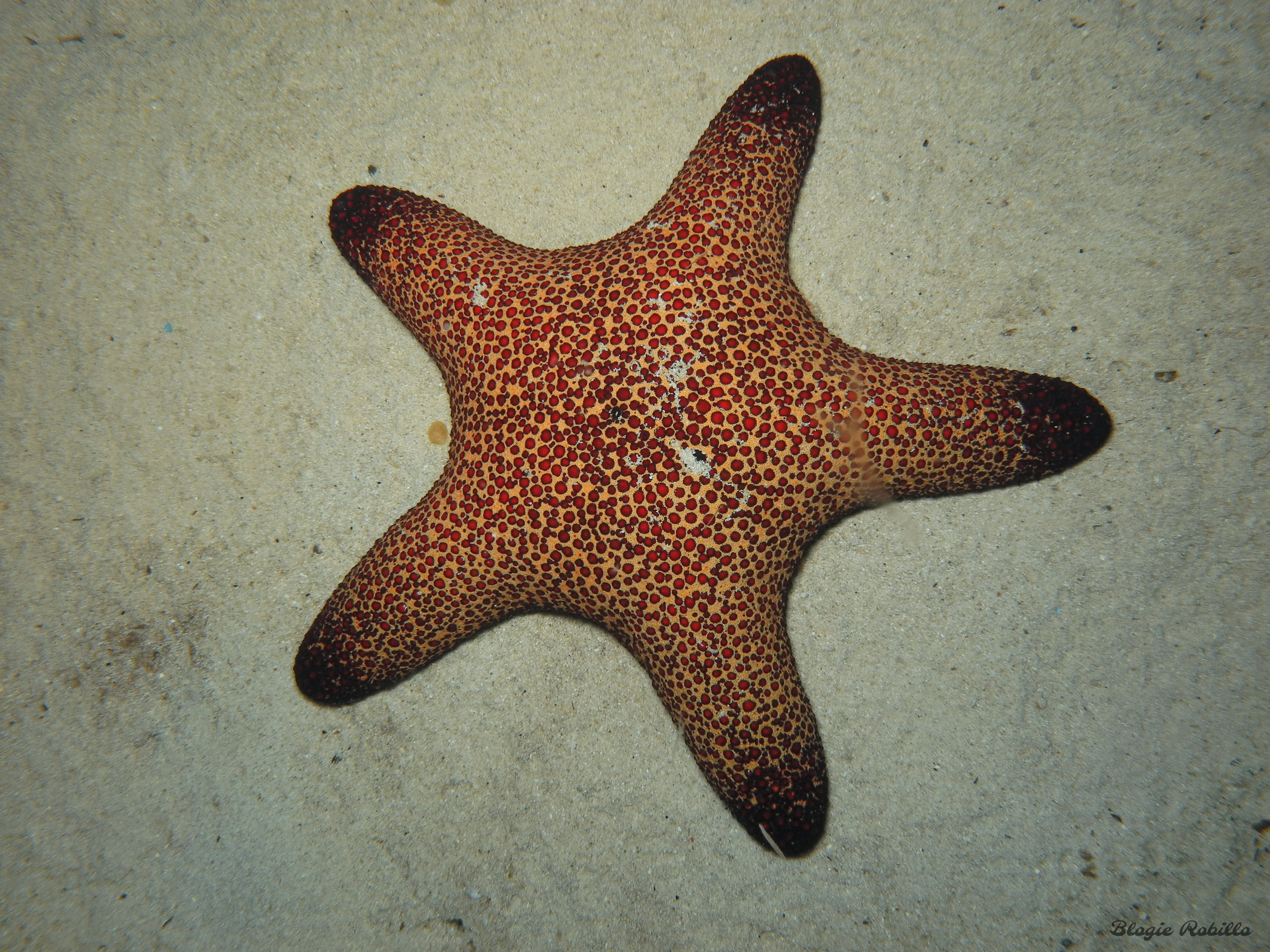
Pentaster obtusatus
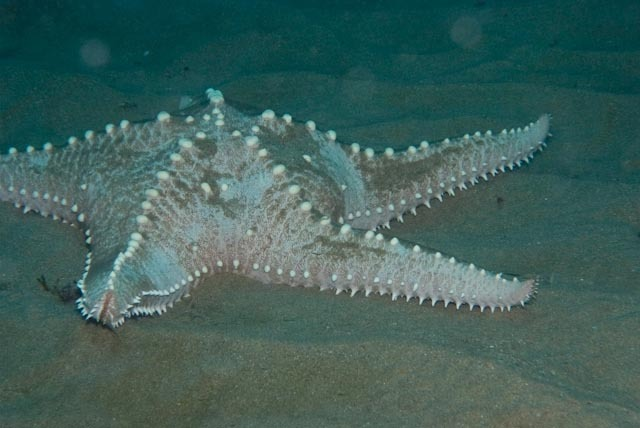
Poraster superbus
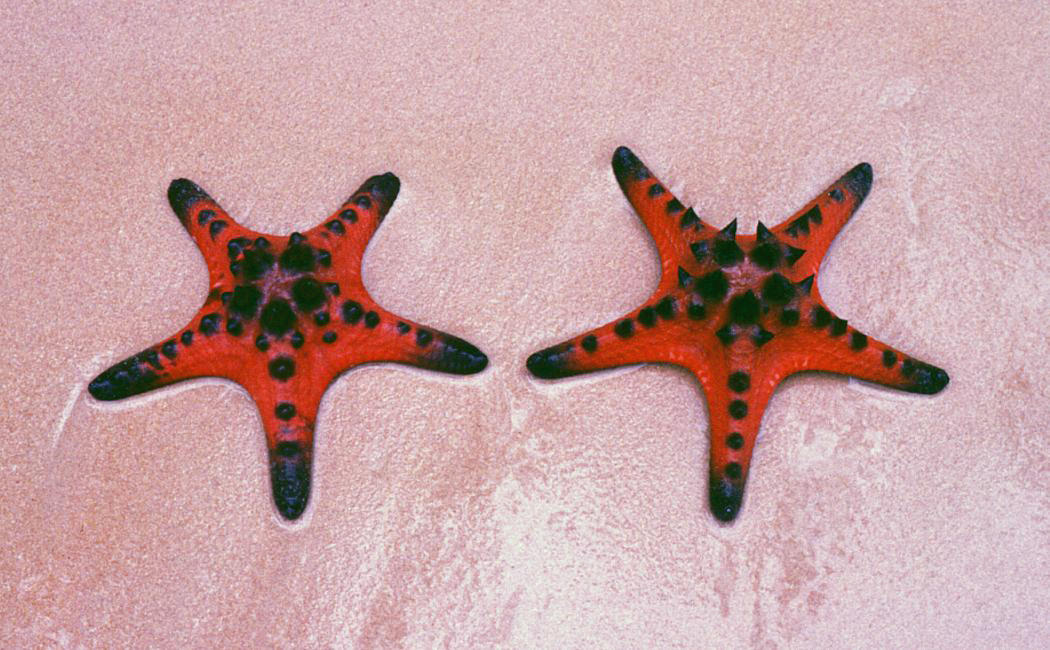
Protoreaster nodosus
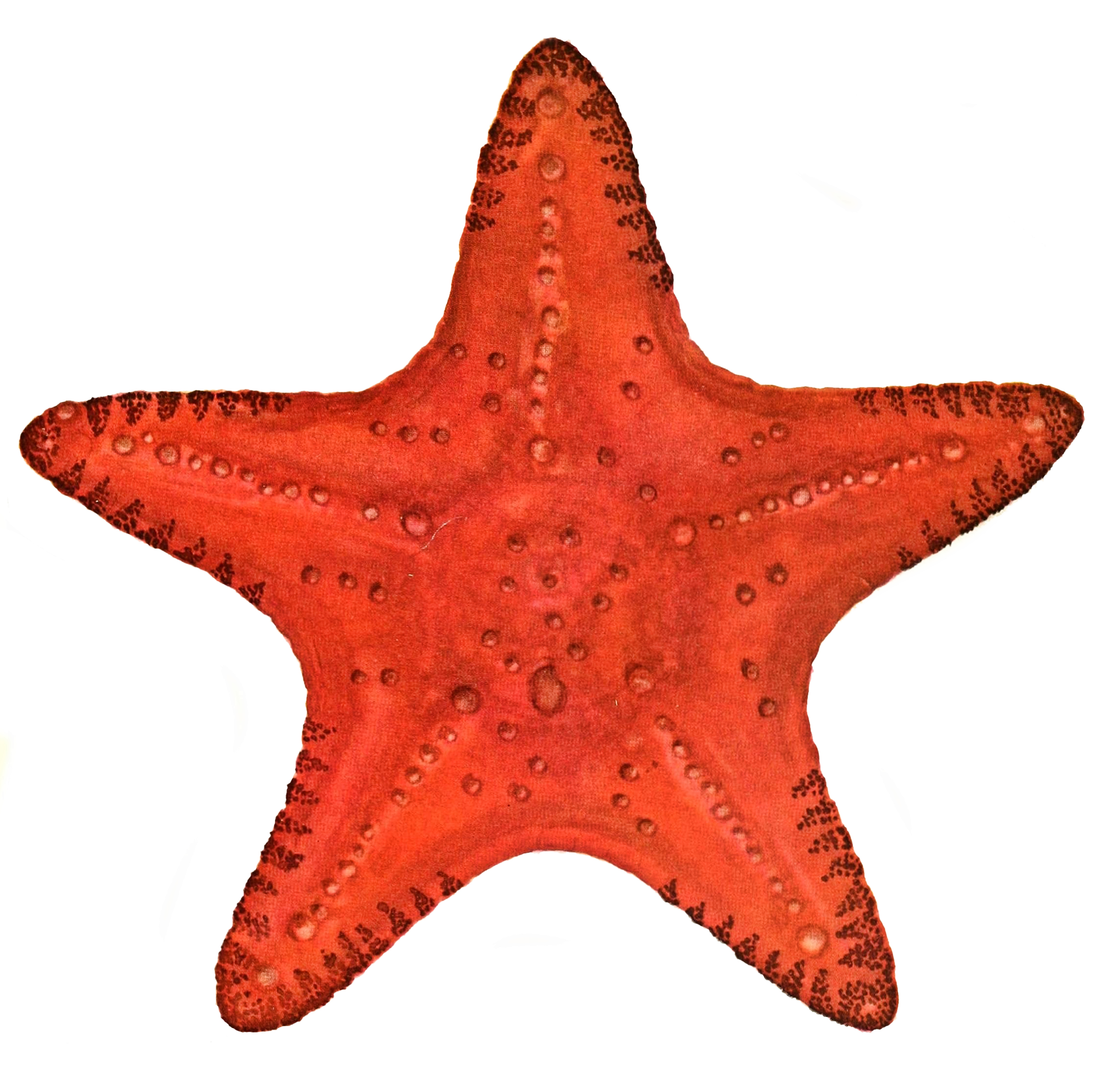
Pseudoreaster obtusangulus